# 国道158号

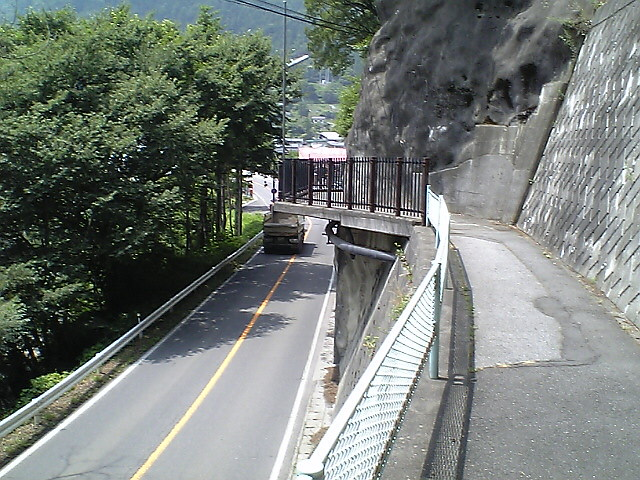
舊安曇村的國道158號與歩道

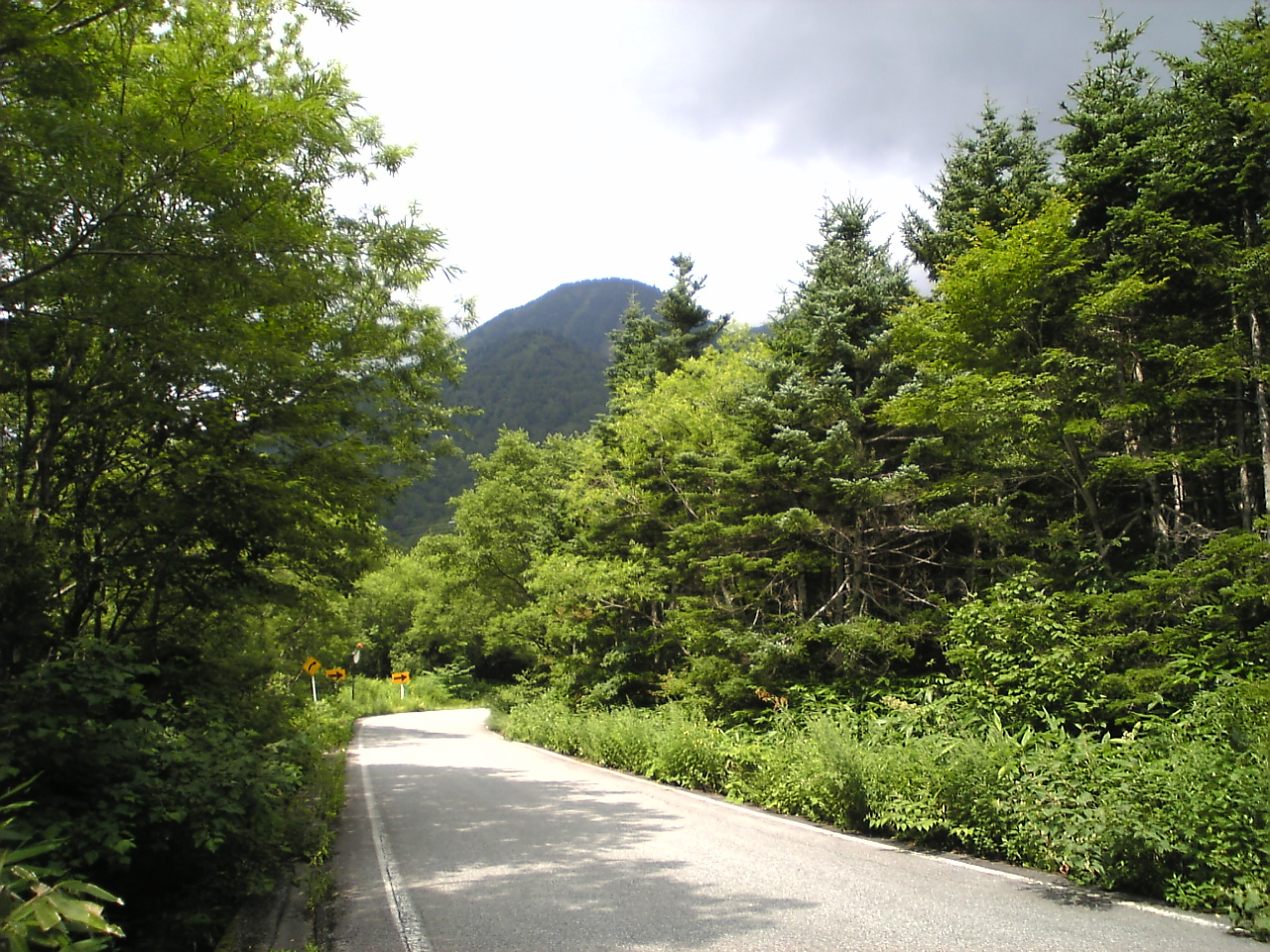
安房山舊區間（現在為安房山道路繞道的機能）

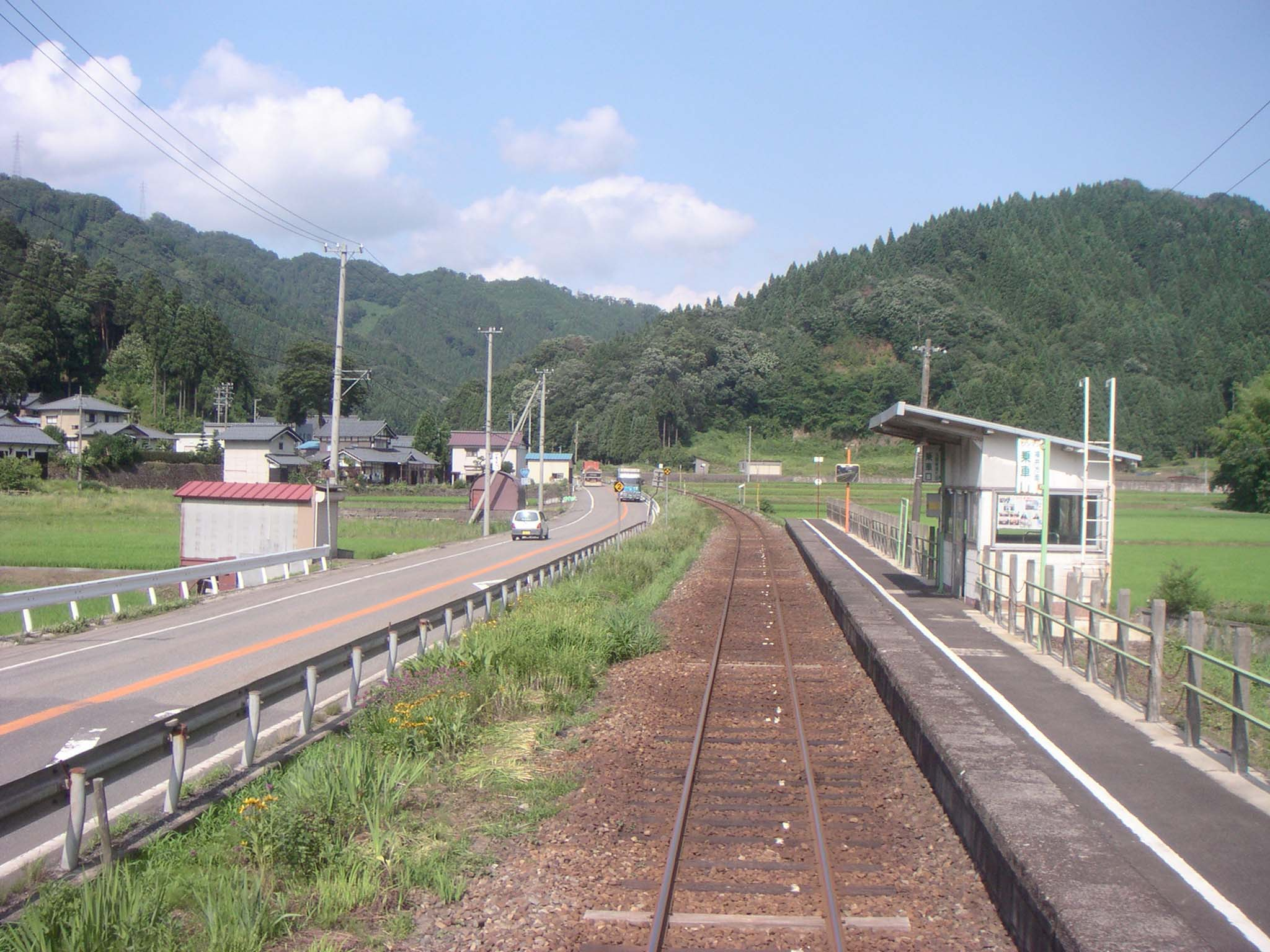
國道158號與計石站

國道158號是日本福井縣福井市至長野縣松本市的一般國道。

## 概要
- 起點：福井縣福井市（西方交差點＝國道8號交點）
- 終點：長野縣松本市（渚一丁目交差點＝國道19號交點、國道143號起點）
- 重要經過地：福井縣福井市（舊足羽郡美山町）、同縣吉田郡永平寺町（舊松岡町、舊永平寺町）、勝山市（鹿谷町）、大野市、岐阜縣郡上市（舊郡上郡白鳥町、舊高鷲村）、高山市（舊大野郡莊川村、舊高山市、舊吉城郡上寶村）
- 陸上距離：250.1km
- 指定區間（中部縱貫自動車道由國土交通省管轄區管）：
  - 永平寺町松岡吉野11字上仙道35番（松岡出入口） - 同町谷口48字堂谷4番1（永平寺東IC）
  - 永平寺町牧福島40字上間墨41番4（上志比IC） - 勝山市鹿谷町發坂23字清水尻36番1（勝山IC）
  - 大野市東市布弐壱字鮭ケ洞1番1（油坂山料金所跡附近） - 岐阜縣郡上市白鳥町為真字小向イ1914番1（白鳥IC）
  - 郡上市白鳥町向小駄良字下モ巾65番2 - 同市白鳥町向小駄良字内田775番2
  - 高山市清見町夏厩字西洞1177番3（飛驒清見IC） - 同市上切町902番1（高山IC）

越過油坂山・新輕岡山・安房山等3個急峻山嶺的險要道路（「酷道」）、現在因為隧道的開通巳變得比較容易行走。特別是安房隧道的開通、使岐阜縣與長野縣間全年皆可通行（舊道於11月中旬至翌年春季期通禁止通行）、飛驒地方的隧道開通稱為「第二之夜明」（「第一之夜明」為高山本線的開通）。現在、與此道成並走之形的中部縱貫自動車道在整備中、油坂山・安房山的隧道已經開始使用。
松本市安曇（舊：安曇村）區間沿梓川之谷行走。1991年7月安曇村發生大規模崩落造成國道無法通行、1993年隧道開通。1995年2月安房山道路工事現場、發生水蒸氣爆發事故使4人死亡。
2005年7月1日於松本市安曇之澤渡發生道路崩落、7月28日午前10時暫道開通、至2008年4月0日由崩落現場迂回全長約290m的薄雪橋繞道開通。

## 歷史
中部縱貫自動車道記事参照。
- 1953年5月18日 二級國道158號福井松本線（福井縣福井市 - 長野縣松本市）指定。
- 1965年4月1日 成為一般國道158號。
- 1975年4月1日　福井縣大野市 - 岐阜縣郡上郡白鳥町（當時）因為國道157號的路線變更而解除與國道157號重複的編號「157」→「158」變更（國道158號單獨化）。

## 重複區間
- 國道364號：福井縣福井市（高田交差點） - 福井縣大野市（明治交差點）
- 國道156號：岐阜縣郡上市白鳥町向小駄良 - 岐阜縣高山市莊川町（牧戶交差點）
- 國道157號：福井縣大野市
- 國道472號：岐阜縣高山市莊川町三尾河 - 岐阜縣高山市上岡本町（上岡本町交差點）

## 通過市町村
- 福井縣
  - 福井市 - 大野市
- 岐阜縣
  - 郡上市 - 高山市
- 長野縣
  - 松本市 - 東筑摩郡波田町 - 松本市

## 交叉道路
- 中部縱貫自動車道参照。
- 上側為起點側、下側為終點側。左側為上行側、右側為下行側。
- 交叉道路無特記者為市道。

| 交叉道路                                                               | 交叉道路                                 | 交叉場所 | 交叉場所 | 交叉場所     |
| ---------------------------------------------------------------------- | ---------------------------------------- | -------- | -------- | ------------ |
| 縣道5號福井加賀線                                                      |                                          |          |          |              |
| 國道8號（福井繞道）                                                    | 國道8號（福井繞道）                      | 福井縣   | 福井市   | 西方         |
| 縣道178號篠尾出作線                                                    |                                          | 福井縣   | 福井市   |              |
| 北陸自動車道 福井IC                                                    | 北陸自動車道 福井IC                      | 福井縣   | 福井市   | －           |
| 縣道25號福井今立線                                                     | 縣道                                     | 福井縣   | 福井市   |              |
| 縣道32號清水美山線                                                     | 縣道178號篠尾出作線                      | 福井縣   | 福井市   | 天神         |
| 縣道18號鯖江美山線                                                     | －                                       | 福井縣   | 福井市   |              |
| 國道364號                                                              |                                          | 福井縣   | 福井市   | 高田         |
| 縣道2號武生美山線                                                      | －                                       | 福井縣   | 福井市   | －           |
| －（屈折）                                                             | 縣道172號皿谷大野線                      | 福井縣   | 大野市   |              |
| 國道476號                                                              | 國道476號                                | 福井縣   | 大野市   | －           |
| 縣道34號松谷寶慶寺大野線                                               |                                          | 福井縣   | 大野市   |              |
| 國道157號・國道418號                                                   | 國道157號・國道418號                     | 福井縣   | 大野市   | 明治         |
| 縣道170號五条方下荒井線                                                |                                          | 福井縣   | 大野市   |              |
| －                                                                     | 縣道170號五条方下荒井線                  | 福井縣   | 大野市   |              |
| 縣道171號五条方松原出勝山線                                            |                                          | 福井縣   | 大野市   |              |
| －                                                                     | 縣道239號上唯野西屋勝山線                | 福井縣   | 大野市   | －           |
| －                                                                     | 縣道173號上小池勝原線                    | 福井縣   | 大野市   | －           |
| 縣道174號上大納下山線                                                  | －                                       | 福井縣   | 大野市   | －           |
| －                                                                     | 縣道127號白山中居神社朝日線              | 福井縣   | 大野市   | －           |
| 縣道230號大谷秋生大野線                                                | －                                       | 福井縣   | 大野市   | －           |
| 中部縱貫自動車道（油坂山道路）                                         | －                                       | 福井縣   | 大野市   | －           |
| 中部縱貫自動車道（油坂山道路）白鳥西IC                                 | －                                       | 岐阜縣   | 郡上市   | －           |
| 縣道52號白鳥板取線                                                     | －                                       | 岐阜縣   | 郡上市   | －           |
| 國道156號                                                              | －                                       | 岐阜縣   | 郡上市   | 向小駄良南   |
| 縣道326號美濃白鳥停車場線                                              |                                          | 岐阜縣   | 郡上市   |              |
| －                                                                     | 縣道314號石徹白前谷線                    | 岐阜縣   | 郡上市   | －           |
| －                                                                     | 縣道316號鮎立恩地線                      | 岐阜縣   | 郡上市   | －           |
| 縣道452號惣則高鷲線                                                    | －                                       | 岐阜縣   | 郡上市   | 正洞         |
| 縣道45號高鷲INTER線                                                    | －                                       | 岐阜縣   | 郡上市   | 穴洞橋       |
| 縣道321號ひるがの高原線                                                | －                                       | 岐阜縣   | 郡上市   | －           |
| －（屈折）                                                             | 國道156號                                | 岐阜縣   | 高山市   | 牧戶         |
| 東海北陸自動車道 莊川IC                                                | －                                       | 岐阜縣   | 高山市   | －           |
| 縣道452號惣則高鷲線                                                    | －                                       | 岐阜縣   | 高山市   | －           |
| 國道257號・國道472號                                                   | －                                       | 岐阜縣   | 高山市   | －           |
| 東海北陸自動車道 飛驒清見IC 中部縱貫自動車道（高山清見道路）飛驒清見IC | －                                       | 岐阜縣   | 高山市   |              |
| －                                                                     | 縣道478號清見河合線                      | 岐阜縣   | 高山市   | －           |
| －                                                                     | 縣道90號古川清見線                       | 岐阜縣   | 高山市   | －           |
| －                                                                     | 中部縱貫自動車道（高山清見道路）高山西IC | 岐阜縣   | 高山市   | －           |
| 縣道73號高山清見線                                                     |                                          | 岐阜縣   | 高山市   | 三日町       |
| －                                                                     | 縣道73號高山清見線                       | 岐阜縣   | 高山市   | 新宮町       |
| 國道41號（高山繞道）                                                   | 國道41號（高山繞道）                     | 岐阜縣   | 高山市   | 上岡本町南   |
| 縣道460號石浦陣屋下切線                                                | －（屈折）                               | 岐阜縣   | 高山市   | 日赤北       |
|                                                                        | 縣道462號岩井高山停車場線                | 岐阜縣   | 高山市   | 高山郵便局前 |
| 縣道74號高山停車場線 縣道460號石浦陣屋下切線                           | －（屈折）                               | 岐阜縣   | 高山市   | 國分寺東     |
| 國道361號                                                              | －                                       | 岐阜縣   | 高山市   |              |
| 縣道89號高山上寶線 縣道39 號奈川野麥高根線                             | －（屈折）                               | 岐阜縣   | 高山市   | 町方         |
| 飛驒農園街道（飛驒東部廣域農道）                                       | －                                       | 岐阜縣   | 高山市   | －           |
| －                                                                     | 縣道459號白井北方線                      | 岐阜縣   | 高山市   | －           |
| －                                                                     | 縣道5號乘鞍公園線                        | 岐阜縣   | 高山市   | －           |
| 縣道485號平湯久手線                                                    | －                                       | 岐阜縣   | 高山市   | －           |
| 中部縱貫自動車道（安房山道路）安房隧道方向                             | 國道471號                                | 岐阜縣   | 高山市   | －           |
| 中部縱貫自動車道（安房山道路）高山方向                                 | －                                       | 長野縣   | 松本市   | －           |
| －                                                                     | 縣道24號上高地公園線                     | 長野縣   | 松本市   | 中之湯       |
| －                                                                     | 縣道300號白骨溫泉線                      | 長野縣   | 松本市   | －           |
| 縣道84號乘鞍岳線                                                       | －                                       | 長野縣   | 松本市   | 前川渡       |
| 縣道26號奈川木祖線                                                     | －                                       | 長野縣   | 松本市   | －           |
| 縣道25號塩尻鍋割穗高線                                                 | 縣道25號塩尻鍋割穗高線                   | 長野縣   | 波田町   | 町役場前     |
| －                                                                     | 縣道315號波田北大妻豐科線                | 長野縣   | 波田町   | －           |
| 縣道48號松本環状高家線                                                 | 縣道48號松本環状高家線                   | 長野縣   | 松本市   | 新村         |
| 縣道291號新田松本線                                                    |                                          | 長野縣   | 松本市   | 町區東       |
| 長野自動車道 松本IC                                                    | 長野自動車道 松本IC                      | 長野縣   | 松本市   | 松本INTER    |
| 國道19號                                                               | 國道19號                                 | 長野縣   | 松本市   | 渚一丁目     |
| 國道143號                                                              |                                          |          |          |              |

## 繞道
- 奈良瀬～境寺繞道（福井縣）
- 中部縱貫自動車道（福井縣 - 長野縣）
  - 永平寺大野道路（福井縣）
  - 大野油坂道路（福井縣）
  - 油坂山道路（福井縣 - 岐阜縣）
  - 高山清見道路（岐阜縣）
  - 安房山道路（岐阜縣 - 長野縣）
  - 松本波田道路（長野縣）
- 薄雪橋繞道（長野縣）

### 收費道路
- 安房山道路（岐阜縣 - 長野縣）

## 別名
- 美濃街道
- 越前街道
- 飛驒街道
- 白川街道
- 野麥街道

## 主要山
- 油坂山（標高750m）：福井縣大野市 - 岐阜縣郡上市
- 新輕岡山（標高1,150m）：岐阜縣高山市
- 松木山（標高1,086m）：岐阜縣高山市
- 小鳥山（標高1,002m）：岐阜縣高山市
- 平湯山（標高1,684m）：岐阜縣高山市
- 安房山（標高1,790m）：岐阜縣高山市 - 長野縣松本市

## 交通量
2005年度（平成17年度道路交通服務）
平日24時間交通量（台）
- 大野市犬山：11,555
- 大野市東市布：1,772
- 高山市朝日町：10,010
- 高山市丹生川町久手349：5,094
- 高山市奥飛驒平湯85-10：1,537
- 松本市中之湯：2,461

## 關連項目
- 中部地方道路一覽

## 脚注
1. ↑  安房山道路

## 外部連結
- 福井縣（页面存档备份，存于）
- 岐阜縣（页面存档备份，存于）
- 長野縣（页面存档备份，存于）
- 雪景色　雪道　道路 福井縣之道路（页面存档备份，存于）